# Entosthodon muhlenbergii
Entosthodon muhlenbergii là một loài Rêu trong họ Funariaceae. Loài này được (Turner) Fife mô tả khoa học đầu tiên năm 1985.